# Ангел (сезон 3)
«Ангел» (англ. Angel) — американский телесериал, спин-офф телесериала «Баффи — истребительница вампиров».

## Сюжет
Во время депрессии, когда Ангел начал разочаровываться в том, что его принадлежность к светлой стороне верна, у него была связь с его бывшей подружкой-вампиршей Дарлой. Он хотел таким образом лишиться своей души. В результате этого события Ангел не потерял душу, а Дарла забеременела. Но после той ночи она больше не виделась с Ангелом, так как он сказал ей, что убьёт её при следующей встрече. В одной из серий Ангелу сообщают о воскрешении Баффи. Он едет на встречу с ней. Дарла тем временем уехала в Южную Америку и там с помощью местных шаманов пыталась понять, кого она носит в своей утробе. Не получив вразумительной информации, она приезжает в ЛА и находит Ангела. Уэсли, узнав о беременности Дарлы, находит древнее пророчество, в котором сказано, что ребёнок Ангела сыграет важную роль в грядущем апокалипсисе. Но тут появляется враг Ангела — Хольц. Когда-то давно, когда Ангел ещё был Ангелусом, он убил семью Хольца. И тот с помощью темных сил сумел появиться в ЛА, чтобы найти и убить Ангела. А в это время Дарла уже должна родить малыша, у которого, как и у Ангела, есть душа. Но у неё не получается это сделать и она, чтобы дать ребёнку жизнь, убивает себя осиновым колом. На свет появляется мальчик, Ангел называет его Коннором. Уэсли же тем временем неправильно расшифровал пророчество, в котором якобы говорилось, что отец убьет сына. И Уэсли решает выкрасть ребёнка и сбежать с ним. Он так и сделал. Но Хольц выследил его, отобрал Коннора и вместе с ним скрылся в самом адском из всех измерений. Ангел предпринял попытку вернуть сына, но ничего не вышло. Он стал ненавидеть Уэсли, хотел даже его убить. В итоге Уэсли начинает сотрудничать с Лайлой из адвокатской конторы «Вольфрам и Харт». Через некоторое время Коннор возвращается из другого измерения, но уже не младенцем, а подростком. Ангел пытается наладить с ним контакт, но безрезультатно, ведь мальчика вырастил его враг Хольц.
Он убегает из отеля, где живёт Ангел, и поселяется в заброшенном подвале. А тем временем Корделия осознает, что любит Ангела. Она решила встретиться с ним на побережье поздно вечером, чтобы сказать об этом. Когда Корделия ехала в своей машине к Ангелу, который уже ждал её, время вдруг остановилось и появился демон, который превратил её ранее в полудемона. Он сказал ей, что она превратилась в Высшее существо и ей нет больше места на Земле. Таким образом, Корделия переместилась в сферу Высших существ. А с Ангелом на побережье случилось следующее: Коннор силой уложил его в металлический ящик и вместе с подружкой Хольца запаяли его и спустили в океан. Коннор это сделал, потому что подружка Хольца сказала ему, что Ангел убил Хольца, а ведь Коннор считал Хольца своим отцом. Хотя на самом деле Ангел не убивал Хольца, а его убила подружка. Все заканчивается тем, что Ангел в металлическом ящике находится на дне океана, Корделия переместилась в другое измерение, Лорн уезжает в Вегас, а Фред и Ганн не могут понять, куда все пропали.

## В ролях

### Основной состав
- Дэвид Бореаназ — Ангел
- Каризма Карпентер — Корделия Чейз
- Джей Огуст Ричардс — Чарльз Ганн
- Эми Экер — Фред
- Алексис Денисоф — Уэсли Вендом-Прайс
- Энди Холлет — Лорн

### Второстепенный состав
- Стефани Романов — Лайла Морган
- Кит Шарабайка — Дэниэл Хольц
- Дэниел Дэ Ким — Гэвин Парк
- Марк Лац — Грузалугг
- Винсент Картайзер — Коннор
- Джули Бенц — Дарла
- Джек Конли — Сайхан
- Лорель Холломан — Джастин Купер
- Джон Рубенштейн — Линдоу Марроу

## Эпизоды
| № общий | № в сезоне | Название                                      | Режиссёр          | Автор сценария            | Дата премьеры    | Произв. код |
| --- | ---------- | --------------------------------------------- | ----------------- | ------------------------- | ---------------- | ----------- |
| 45 | 1          | «Heartthrob» «Биение сердца»                  | Дэвид Гринуолт    | Дэвид Гринуолт            | 24 сентября 2001 | 3ADH01      |
| Ангел возвращается после паломничества, в которое он отправился чтобы оправится от смерти Баффи. друзья снова все вместе в деле. Корделия в своей квартире пьет таблетки и рассказывает своему призраку Денису о том, что её головные боли все больше усиливаются. А Ангел во время очередного уничтожения вампиров убивает вампира Элизабет из своей прошлой жизни. У которой есть страстно влюбленный в неё вампир Джеймс. Который собирается отомстить за смерть своей возлюбленной. И перед этим решил избавиться от своего сердца, чтобы его нельзя было убить. |            |                                               |                   |                           |                  |             |
| 46 | 2          | «That Vision Thing» «Эти видения»             | Билл Л. Нортон    | Джеффри Белл              | 1 октября 2001   | 3ADH03      |
| Видения Корделии начинают приносить ей физический вред. Ангел при помощи них находят два предмета. С помощью Лорна они понимают, что причина видений заключается в «Вольфрам и Харт». Ангел отправляется на фирму и отдает предметы Лайле в обмен на то, чтобы они оставили Корделию в покое. Но она выдвигает ему другие требования в результате которых он должен совершить деяния против сил которые прибудут. |            |                                               |                   |                           |                  |             |
| 47 | 3          | «That Old Gang of Mine» «Моя старая банда»    | Фред Келлер       | Тим Майнир                | 8 октября 2001   | 3ADH02      |
| Ангел приходит к демону-информатору и находит его мертвым. Стараясь выяснить, кто его убил, Уэсли и Ангел находят ещё несколько трупов демонов. Выясняется, что в городе обитает целая банда, которая охотится на демонов, ради развлечения. На одном из мест преступления Уэсли находит наконечник, в котором Ганн узнает стрелу, из арбалета, который он сделал и понимает что это дело его бывшей банды. Он начинает разыскивать друзей чтобы рассказать им, находит их в караоке-баре у Лорна. Там же появляется друг Ганна с бандой устраивает массовое убийство демонов. В заключении Ганну предстоит сделать выбор между человеком и вампиром. |            |                                               |                   |                           |                  |             |
| 48 | 4          | «Carpe Noctem» «Не упускай момент»            | Джеймс А. Контнер | Скотт Мёрфи               | 15 октября 2001  | 3ADH04      |
| В газете появляются статьи об странных исчезновениях молодых людей со спортивным телосложением, после которых остаются только кожа. Ангел и Корделия отправляются в спортзал, рядом с которым оказывается дом престарелых. Там Ангел находит пожилого мужчину у которого разные предметы оккультизма. С помощью заклинания Ангел и мужчина меняются телами. В агентстве замечают, что Ангел ведёт себя очень странно, а затем начинает кусать людей. Друзья бросаются на помощь Ангелу. |            |                                               |                   |                           |                  |             |
| 49 | 5          | «Fredless» «Без Фрэд»                         | Марита Грабиак    | Мер Смит                  | 22 октября 2001  | 3ADH05      |
| Ангел охотится в канализационных трубах на демона с Фред. В это время в агентство приходят родители Фред. Она же удивив их, сбегает из отеля и приходит просить помощи у Лорна. Все начинают поиски Фред, Найдя её они подвергаются нападению огромного насекомого. Мама Фред поражает всех своей выходкой. По возвращении в агентство Фред осознает, что она здесь лишняя. Все прощаются, Фред уезжает, а по дороге она понимает что друзья в опасности и спешит на помощь. |            |                                               |                   |                           |                  |             |
| 50 | 6          | «Billy» «Билли»                               | Дэвид Гроссман    | Тим Майнир и Джеффри Белл | 29 октября 2001  | 3ADH06      |
| В магазине происходит странное убийство, мужчина после 30 лет счастливой супружеской жизни убивает свою жену. При рассмотрении материалов следствия Ангел видит на фото парня которого он освободил ради спасения Корделии от физического воздействия видений. Выясняется что это полудемон Билли, который при прикосновении к мужчинам внушает им гнев к женщинам. Уэсли во время собирании улик заражается и пытается убить Фред. А Корделия чувствуя себя виноватой начинает сама разыскивать Билли, чтобы отправить его туда откуда его освободили. |            |                                               |                   |                           |                  |             |
| 51 | 7          | «Offspring» «Oтпрыск»                         | Тури Майер        | Дэвид Гринуолт            | 5 ноября 2001    | 3ADH07      |
| В офисе агентства появляется Дарла, все в шоке от её положения. В источниках нигде не упоминается о том чтобы у вампиров могли быть дети. А Дарла тем временем ищет чистой крови и потихонечку сходит с ума. Ангел пытаясь помочь ей слышит сердцебиение ребёнка и понимает, что у него есть душа. Тем временем воскрешают Д. Хольца — охотника на вампиров. 200 с лишним лет назад Ангелус и Дарла убили всю семью Хольца. Он в свою очередь поклялся отомстить Дарле и Ангелуссу. |            |                                               |                   |                           |                  |             |
| 52 | 8          | «Quickening» «Оживление»                      | Скип Скулник      | Джеффри Белл              | 12 ноября 2001   | 3ADH08      |
| Все отправляются в больницу, чтобы проверить Дарлу и ребёнка. После УЗИ все понимают, что это не демон а человек. В больнице появляется стая вампиров для чтобы, защищать «особенного» ребёнка. Но способы защиты странные: они собираются убить его мать и напоить его кровью Уэсли, Ганна, Фред и Корделии. Выясняется что за ребёнком уже охотится целая куча демонов и людей. Тем временем «Вольфрам и Харт» тоже отправляют группу во главе с акушером в офис детективного агентства. Там же появляется и Хольц. |            |                                               |                   |                           |                  |             |
| 53 | 9          | «Lullaby» «Колыбельная»                       | Тим Майнир        | Тим Майнир                | 19 ноября 2001   | 3ADH09      |
| Все ждут Ангела, который ушёл в агентство за свитком с пророчеством. Там он встречается с Хольцем, который в свою очередь начинает понимать что с прежним Ангелусом что-то не так. В агентстве появляется Лайла Морган, чтобы выведать информацию, чем воспользуется Ангел и сбегает. Ангел сбегает от Хольца и начинает поиски сбежавшей Дарлы. Лайла М. тем временем находит пророчество и забирает его с собой в контору «Вольфрам и Харт». Пророчество гласит что «рождения не будет, будет только смерть». Партнеры решают, что ребёнок умрет. |            |                                               |                   |                           |                  |             |
| 54 | 10         | «Dad» «Отец»                                  | Фред Келлер       | Дэвид Х. Гудман           | 10 декабря 2001  | 3ADH10      |
| Дарла жертвует собой, чтобы дать ребёнку жизнь, взяв с Ангела обещание заботится об их ребёнке, как о единственном хорошем что они сделали в жизни. А Хольц отпустив Ангела с ребёнком задумал страшную месть. Ангел так рад своему сыны, что не на секунду не отпускает его от себя. а агентство тем временем атакуют, в надежде забрать ребёнка. Ангел решает убежать, чтобы защитить ребёнка, оставив друзей на растерзание охотникам. |            |                                               |                   |                           |                  |             |
| 55 | 11         | «Birthday» «День рождения»                    | Майкл Гроссман    | Мер Смит                  | 14 января 2002   | 3ADH11      |
| У Корди день рождения, во время поздравления ей приходит видение. Она теряет сознание и выходит в астрал, а друзья думают что она умирает из-за сильных головных болей. К Корделии приходит демон-проводник Скип. Он рассказывает ей, что она не должна была получить эти силы и они убивают её так как она человек. И предлагает ей вернутся в тот день когда они встретились с Ангелом и стать известной актрисой. В это время Ангел идет в силам, чтобы вернуть Карделию. Туда же Скип приводит Корделию, где она слышит слова Ангела, что она играет в супермена и решает оказаться от работы в агентстве и стать известной актрисой, но и этот выбор имеет последствия. |            |                                               |                   |                           |                  |             |
| 56 | 12         | «Provider» «Кормилец семьи»                   | Билл Л. Нортон    | Скотт Мёрфи               | 21 января 2002   | 3ADH12      |
| Чтобы прокормить всю команду и Коннора в том числе, Фред дает объявления и создает сайт в интернете. В агентстве ажиотаж и друзья берутся сразу за несколько дел одновременно: Ангел за истребления вампиров, Ганн и Уэсли за мертвого бойфренда девушки, а Фред и Лорн за разгадку пазла для принца Надрохов. К Корди приходит видение, что Фред в опасности, а из агентов никто не берет трубку. |            |                                               |                   |                           |                  |             |
| 57 | 13         | «Waiting in the Wings» «Ожидание за кулисами» | Джосс Уидон       | Джосс Уидон               | 4 февраля 2002   | 3ADH13      |
| Друзья собираются идти в балет. Фред говорит Корди, что Она должна выглядеть шикарно для Ангела, а Лорн в это время говорит Ангелу, чтоб он не упускал Корделию. Во время антракта Ангел говорит друзьям, что труппа та же что и видел он, и они должны были умереть 60 лет назад. Корделия и Ангел приходят в комнату и с ними происходит что-то странное, они понимают что на них влияют духи. В это время остальные сражаются с монстрами, Чейза ранят, а Фред очень переживает за него. Ангел пытается разыскать графа Курского, который и заколдовал труппу, из-за любви к девушке. |            |                                               |                   |                           |                  |             |
| 58 | 14         | «Couplet» «Куплет»                            | Тим Майнир        | Тим Майнир и Джеффри Белл | 18 февраля 2002  | 3ADH14      |
| В Лос-Анджелес приезжает Грусалаг, и Корделия бросается в его объятия. Ангел тем временем ревнует Корделию, и пытается отговорить её от интимных отношений с Грувом. Корделия рассказывает о видении и друзья выдвигаются на охоту. Ангел в паре с Грусалагом, он выбегает на улицу, куда Ангел не может отправиться за ним. Ангелу кажется что он лишний. А Корди просит у Ангела помощь. В агентство обращается женщина которая просит проследить за своим мужем. Этим занимаются Ганн и Фред. |            |                                               |                   |                           |                  |             |
| 59 | 15         | «Loyalty» «Верность»                          | Джеймс А. Контнер | Мер Смит                  | 25 февраля 2002  | 3ADH15      |
| Уэсли переводит пророчество, в котором говорится что «отец убьёт сына». А тем временем во время приёма у врача в больнице, какая-то женщина подменяет анализы Коннора. В агентства приходит женщина, у которой пропал сын, а когда вернулся вел себя очень странно. Все понимают, что он стал вампиром и погиб на солнце. Оказывается, что эта женщина Олбри работает на Хольца. Саджан опять приходит к Хольцу с требованием убить Ангела. Уэсли отправляется за ответом на предсказание к оракулу Лоа. А тем временем Лайла Морган сговаривается с Саджанам. А Ангел и Уэсли догадываются кто послал женщину. А Уэсли приходит к Хольцу. |            |                                               |                   |                           |                  |             |
| 60 | 16         | «Sleep Tight» «Спи крепко, малыш»             | Терренс О’Хара    | Дэвид Гринуолт            | 4 марта 2002     | 3ADH16      |
| В агентство обращается девушка, которая во время песни превращается в монстра. Хольц продолжает тренировать команду и искажает правду об Ангеле и его друзьях. Уэсли снова приходит к Хольцу и тот все больше окутывает его своей ложью, огня добавляют предвестники о которых сказал оракул Лоа. Друзья переживают за Ангела, он стал агрессивнее и пьет много крови. Фред делает анализ крови и выясняется, что В свиною кровь добавили кровь Коннора. Ангел приходит к Лайле Морган и во время разговора встречает Сааджана, который говорит что он его заклятый враг, но Ангел не понимает кто он. Уэсли хочет забрать Коннора, Лорн читает его ауру и понимает что тот задумал, Уэс вырубает его, и уходит с ребёнком. Хольц приходит со своей бандой в агентство. Лорн приходит в себя и рассказывает друзьям о намерениях Уэсли. |            |                                               |                   |                           |                  |             |
| 61 | 17         | «Forgiving» «Прощение»                        | Тури Майер        | Джеффри Белл              | 15 апреля 2002   | 3ADH17      |
| Ангел находится в удручающем состоянии, после того как Хольц сбежал с ним в измерение Квортот. А остатки команды Хольца ставят себе задачу убить Ангела. Который в свою очередь ставит себе задачу найти Коннора. Бомж находит Уэсли с перерезанным горлом, грабит его и оттаскивает в кусты. Ангел похищает партнера «Вольфрам и Харт» Линвульда Марла. Под угрозой пыток он рассказывает Ангелу как попасть в белую комнату, где он найдет информацию как поймать и убить Сааджана. В своих планах Ангел готов зайти очень далеко. Сааджан рассказывает Ганну, Фред и Ангелу, что он исправил пророчество. Ангел приходит в больницу в Уэсли. |            |                                               |                   |                           |                  |             |
| 62 | 18         | «Double or Nothing» «Всё или ничего»          | Дэвид Гроссман    | Дэвид Х. Гудман           | 22 апреля 2002   | 3ADH18      |
| Ангел в депрессии, из-за потери сына. Возвращается Корделия и пытается помочь ему. А Ганна преследует его прошлое, когда-то он заключил сделку цена которой была его душа. Фпед понимает, что Чарльз от неё что-то скрывает и пытается выяснить что случилось, а он стараясь все скрыть обижает её. Фред приходит и рассказывает все друзьям, но они её не понимают. Ганн приходит в казино, чтобы отдать долг и спасти Фред. Все члены команды врываются в казино, и Ангел чтобы спасти друга предлагает сделку. |            |                                               |                   |                           |                  |             |
| 63 | 19         | «The Price» «Цена»                            | Марита Грабиак    | Дэвид Фьюри               | 29 апреля 2002   | 3ADH19      |
| В офис приходит странный парень и потом убегает. Позже он в кафе выпивает всю воду. Придя в офис человек рассыпается а из него выползает прозрачный червяк и исчезает. Перед тем как рассыпаться, он говорит, что все происходит из-за Ангела, а у Корделии было видение, что Ангел в опасности. «Вольфрам и Харт» Лайла получает информацию о том, что происходит в агентстве. Тем временем в агентстве Ангела выясняют что жуков больше чем один. Ганн приходит за помощью к Уэсли. |            |                                               |                   |                           |                  |             |
| 64 | 20         | «A New World» «Новый мир»                     | Тим Майнир        | Джеффри Белл              | 6 мая 2002       | 3ADH20      |
| В агентстве появляется Коннор, который возвращается из другого измерения, но уже не младенцем, а подростком. И пытается убить Ангела, но потом сбегает. На улице он пападает на банду наркоторговцев и спасает девушку, она берет его с собой и приводит его в заброшенном подвал. Все стараются помочь Ангелу найти Коннора. Ангел пытается наладить с ним контакт, но безрезультатно, ведь мальчика выростил его враг Хольц. |            |                                               |                   |                           |                  |             |
| 65 | 21         | «Benediction» «Благословение»                 | Тим Майнир        | Тим Майнир                | 13 мая 2002      | 3ADH21      |
| Коннор, теперь он Стивен поселяется в гостинице вместе с Хольцом. Грусалаг подозревает, что Корделия его не любит. А она в свою очередь пытается помочь облегчить боль Ангела. В агентство приходит Стивен, которого отправил Хольц, чтоб узнать мир Ангела. У Корделии видении про вампиров в баре, туда отправляются Ангел и Стивен. Хольц отправляет Стивена к Ангелу, чтобы он остался с ним. Ганн и Фред рассказывают Ангелу о том, что Хольц тоже здесь, и он отправляется к нему. Хольц просит Джастин убить его. |            |                                               |                   |                           |                  |             |
| 66 | 22         | «Tomorrow» «Завтра»                           | Дэвид Гринуолт    | Дэвид Гринуолт            | 20 мая 2002      | 3ADH22      |
| Ангел в предчувствии возвращения сына, и готов дать ему все самое лучшее. А Стивен- Коннор в это время плачет над телом Хольца и думает, что это сделал Ангел. Коннор приходит в отель и просит Ангела научить его всему, что он знает. Лорн объясняет Ангелу, что у них с Корделией Чувства, а Гру в это время то же самое говорит Корделии. Фред, Ганн, Ангел и Коннор идут в кино, во время сеанса на них нападают, нападение организовали «Вольфрам и Харт». Корделия назначает Ангелу свидание, но им не суждено встретится. |            |                                               |                   |                           |                  |             |